# Еолова арфа

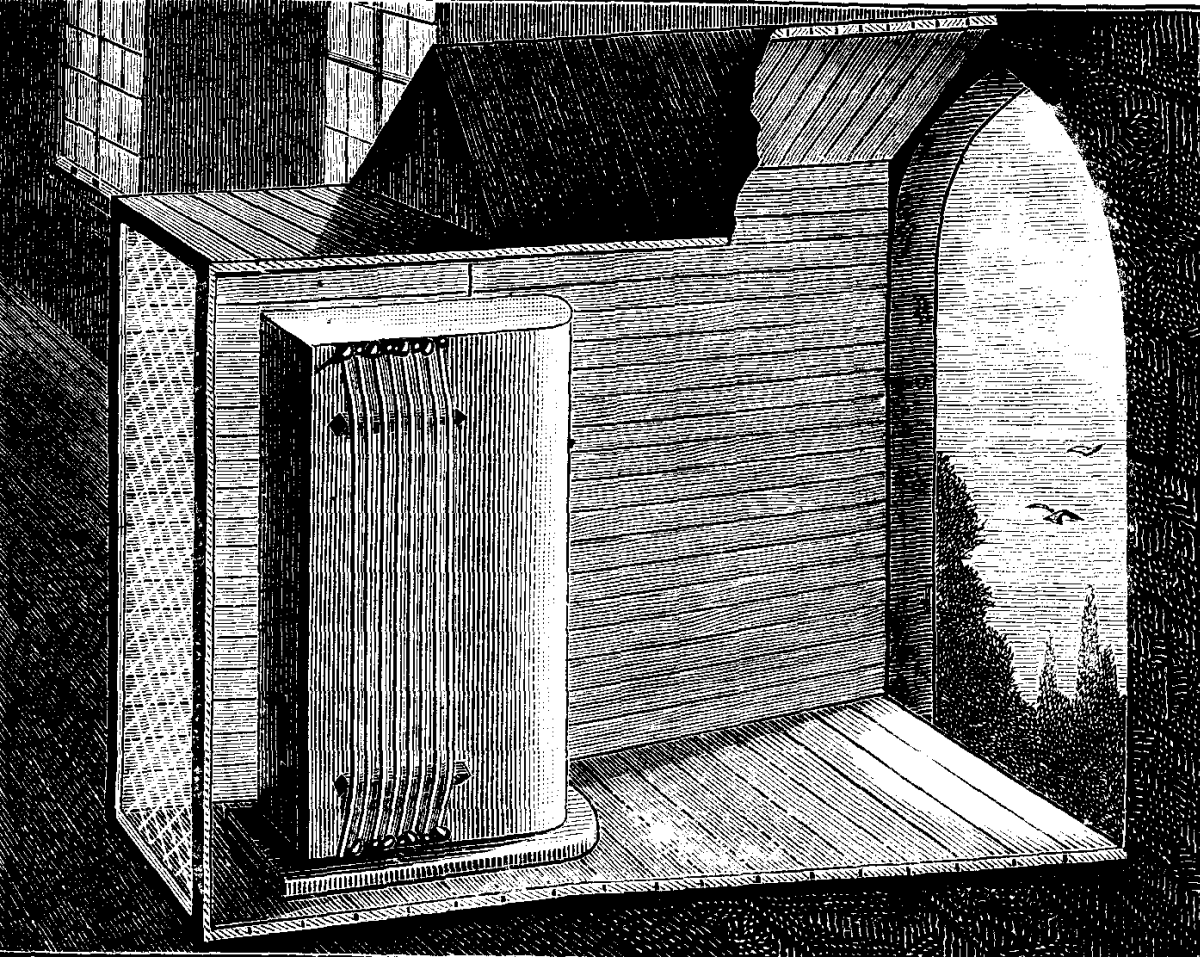

Ео́лова а́рфа (названа на честь бога вітру Еола) — дерев'яна рамка з кількома натягненими на ній струнами з жил, що, коливаючись від вітру, звучать ніжним тембром; інструмент, струни якого перебирає вітер. Арфа встановлювалася, як правило, на дахах і в інших доступних для вітру місцях, звучала містично-потойбічно і дуже була популярна у романтиків XIX століття.

## Будова
Еолова арфа не є музичним інструментом в строгому розумінні цього слова, оскільки не вимагає участі музиканта. Складається з резонатора — вузького дерев'яного ящика з отвором, усередині якого натягнуті струни. Кількість струн (зазвичай від 4 до 12, іноді 24 або 48) довільна. Струни однакової довжини, але різної товщини й ступеня натягу зазвичай настроюються в унісон (наприклад, «соль» малої октави); при коливанні вони видають не тільки основний тон, а й обертони, так що загальний діапазон еолової арфи стає досить значним. Чим сильніший вітер, тим більш високі обертони чутно. При слабкому подиху вітру звучання еолової арфи легке і ніжне, при поривах — різке і гучне.
Інструменти встановлювалися таким чином, щоб забезпечити максимально можливий доступ вітру. Еолові арфи зазвичай розміщували на дахах і фронтонах будівель (наприклад, у віконних отворах), в паркових альтанках (ротондах), гротах. Деякі еолові арфи оснащувались спеціальним пристроєм для надання повітряному потоку потрібного (найбільш вигідного для поруху струни) напрямку.

## Принцип дії

Доріжка Кармана

Принцип роботи даного інструменту був вперше пояснений лордом Релеєм в 1915 році. Струни арфи рухаються за рахунок «вихрової доріжки Кармана», ланцюжків вихорів, що зриваються при обтіканні рідиною або газом циліндричного об'єкта.

## Історія

Еолова арфа у старовинному замку

Еолова арфа була відома ще в античні часи. Вперше її описав Атанасій Кірхер в трактаті Phonurgia nova (1673). «Вона складалася з прямокутної шухлядки, виготовленої з дуже тонких дощок, близько 5 дюймів глибини й шириною 6 дюймів. Арфа повинна була бути досить довгою, щоб відповідати всій ширині вікна, і розміщувалася на підвіконні. У верхній частині кожного кінця коробки приклеювали смужку дерева близько половини дюйма у висоту, ці смужки служать як місток для струн, які тягнуться вздовж верхньої частини коробки, і зроблені з кетгуту або проводу. Ці струни мають бути налаштовані в унісон за допомогою кілків, призначених контролювати їх натяг, як в скрипці. Коли інструмент лежить на вікні, при достатньому руху повітря, струни починають звучати, видаючи мінливі тони та обертони залежно від сили вітру».